# Negroroncus minutus
Negroroncus minutus är en spindeldjursart som beskrevs av Beier 1967. Negroroncus minutus ingår i släktet Negroroncus och familjen Ideoroncidae. Inga underarter finns listade i Catalogue of Life.